# 바오록
바오록시(베트남어: Thành phố Bảo Lộc / 城庯保祿 ❲옛이름 B’Lao❳)는 베트남 중부 고원 지방 럼동성의 도시이다. 등록상표 블라오 차(B’Lao Tea)로 유명하다. 2017년 시점에서 인구는 162,225명으로, 면적은 232.2km2이었다.

## 경제

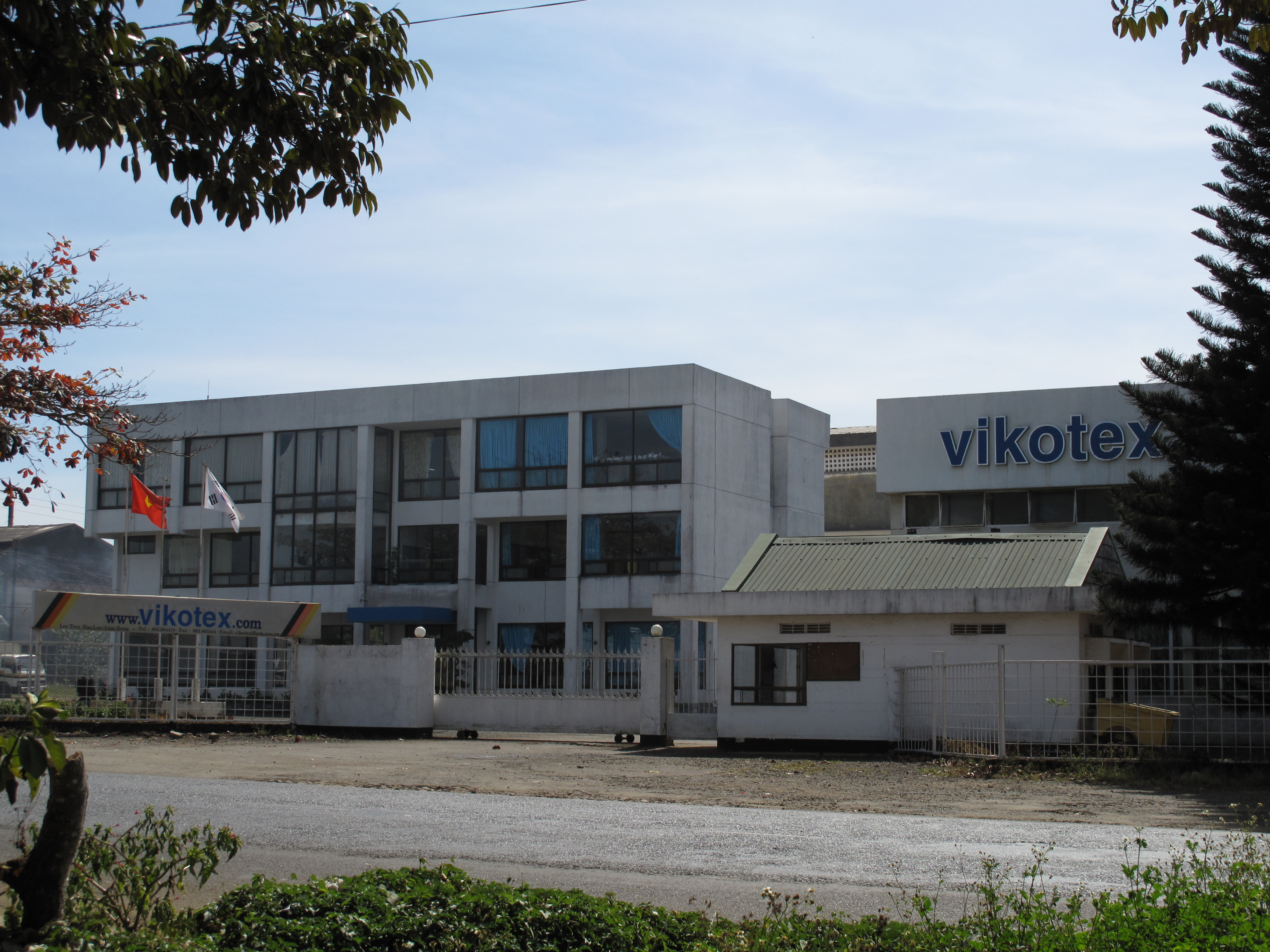
Vikotex 비단 제작 공장

### 농업
바오록은 차, 커피 및 뽕나무 재배를 전문으로하는 지역이다. 바오록의 과일 나무는 아보카도, 두리안, 잭프루트 여성과 같은 특수 나무를 포함하여 매우 풍부하다.
바오록은 또한 유제품 및 염소 사육 개발 가능성이 큰 지역이다.

### 산업
바오록시의 산업은 차, 커피, 실크, 섬유, 의복 가공 산업을 포함하여 럼동성 전 지역의 산업 비율의 40% 이상을 차지한다. 집중된 공장과 기업, 로큰 산업단지가 2방과 다이라오사 지역에 있다.
바오록시는 뽕나무 산업의 수도이며 아시아 실크 제직 공장과 같은 유명한 실크 제조 및 배양 공장을 보유하고 있다.
바오록은 광물 개발 및 가공 산업 개발에 큰 잠재력을 가지고 있다. 보크사이트와 카올린의 매장량이 많으며, 보크사이트에는 C1 유형 매장량이 있는 약 3억 7,800만 톤이 있다.

## 행정구역
바오록은 6개의 프엉(坊)과 5개의 싸(社)를 관할한다.

### 방
- 1방 (Phường 1)
- 2방 (Phường 2)
- 브라오 방 (B'lao)
- 록팟 방 (Lộc Phát /祿發)
- 록선 방 (Lộc Sơn /祿山)
- 록띠엔 방 (Lộc Tiến /祿進)
- 다이라오 방 (Đại Lào /大勞)

### 사
- 담브리 사 (Đạm Bri)
- 록쩌우 사 (Lộc Châu /祿州)
- 록응아 사 (Lộc Nga /祿峨)
- 록타인 사 (Lộc Thanh /祿淸)

## 관광

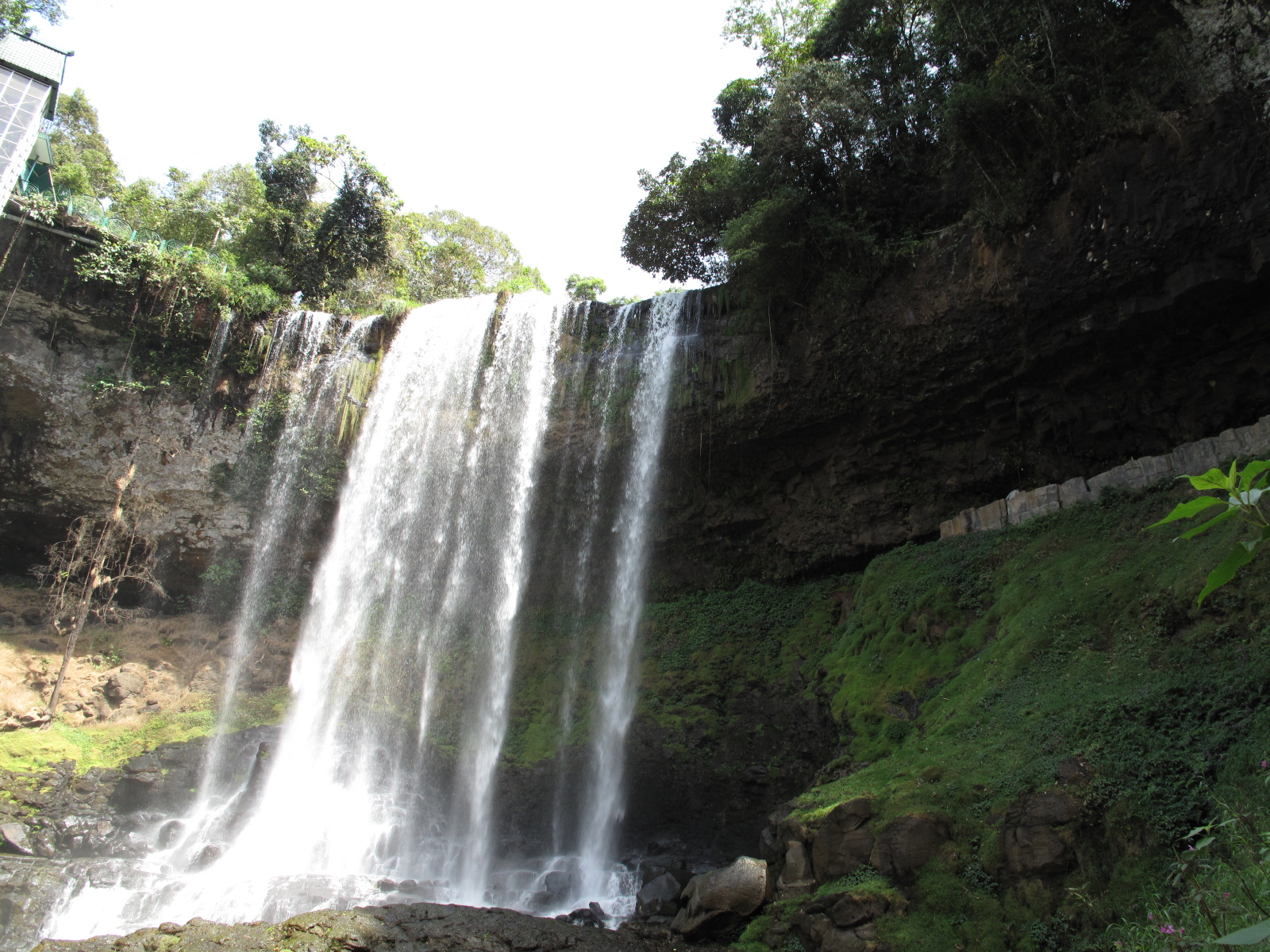
담브리 폭포

일년 내내 시원한 기후로 인해 이곳은 리조트를 짓기에 이상적인 장소이다. 바오록에는 담브리 폭포, 7층 폭포, 남프엉 호수, 다반천과 같은 많은 아름다운 폭포, 호수, 개천이 있다.
담브리 관광 지역은 휴식과 캠핑을 위한 장엄한 57m 높이의 폭포와 원시림으로 유명하다. 그러나 1995년부터 2006년까지 담브리는 많은 관광객을 끌어 들이지 않았다. 많은 투자가 필요없는 일정이다. 담브리는 2007년 담브리 폭포 여행사가 설립된 후 땀쩌우 회사의 투자로 인해 많은 새로운 돌파구를 마련했다. 2010년에는 동남아시아에서 가장 긴 슬라이드가 담브리 폭포에 공식적으로 시작되었다.

## 숙박
현재 바오록시는 바오록 파크힐, 그린 밸리 리조트 빌라, 바오록 캐피털 도시 직역, 바오록 골든시티, 비컨 패스 도시 지역과 같은 새로운 도시 지역을 형성하고 있다. 주거 도시 지역 브라오 차밍이 있다. 

## 교통
도시에는 20번 국도와 55번 국도, 2개의 국도가 있다.